# Capraia (goletta)
La Capraia (già Minerva) è stata una goletta della Regia Marina, già brigantino mercantile italiano.

## Storia
Costruita a Torre del Greco come Minerva, la nave era in origine un brigantino mercantile del dislocamento di 236 tonnellate, dotato di un apparato motore ausiliario composto da una macchina alternativa a vapore che, alimentata da una caldaia, azionava una singola elica.
Nel 1889, necessitando di una nave scuola sussidiaria per la Scuola Mozzi e Timonieri, la Regia Marina decise l'acquisto di un piccolo veliero mercantile: la scelta cadde sul Minerva, acquistato il 25 aprile 1889. Riclassificata goletta, pur mantenendo il proprio armamento velico a brigantino (trinchetto e maestra a vele quadre) e ribattezzata Capraia, la nave, priva di armamento, entrò in servizio, dopo lavori di raddobbo, il 1º luglio 1891.
L'unità prestò servizio nella Regia Marina per oltre un quindicennio, utilizzata quasi sempre nelle acque di La Spezia: inizialmente la Capraia ebbe impiego quale unità ausiliaria della Scuola Mozzi e Timonieri, per la quale effettuò navigazioni di breve durata in Mar Ligure, mentre in seguito venne adibita ai servizi della base della Spezia, venendo impiegata anche quale nave caserma.
In servizio piuttosto a lungo, se si considera la sua poca utilità, la goletta ebbe una vita operativa priva di trascorsi rilevanti. Radiata il 10 marzo 1907, la nave venne successivamente demolita.